# Borrás Plana
Borrás Plana, S.A., fundada originalmente como Juguetes Borrás y conocida simplemente como Borrás, es una empresa juguetera española fundada en 1894. En 2001 compró otra empresa española, Educa Sallent, y desde entonces ha pasado a formar parte de la fusión Educa Borrás.

## Historia
La empresa de juegos y juguetes de la familia Borrás fue fundada en 1894 en Mataró (provincia de Barcelona) por Agapito Borrás Pedemonte (nacido cerca de Mataró, en Calella). La empresa ganó cierta notoriedad por un higrómetro que consistía en un fraile de cartón que pronosticaba el tiempo. Enric Borràs Trulls, hijo de Agapito Borrás Pedemonte y nacido en Calella como su padre, heredó la empresa y, entre otros, lanzó en 1933 el que iba a ser su producto más famoso. Se trataba de Juegos de magia, una caja con elementos para hacer trucos de magia, que con el paso de los años el hijo mayor de Enric, Manuel Borrás, asoció al nombre familiar, popularizando la hoy conocida marca Magia Borrás. De su esposa Teresa Plana Bransuela, Enric Borràs tuvo cuatro hijos: Carme Borràs Plana, Manuel Borràs Plana, Agàpit Borràs Plana y Juliana Borràs Plana.
Al paso de los años y con el crecimiento de la empresa y a asociaciones a compañías de juegos estadounidenses, el hijo mayor de Enric Borrás Trulls, Manuel Borrás Plana junto con su esposa Mª del Carmen Palouzié Pañela (también hija de jugueteros), crearon la empresa Borrás Plana S.A., nombre que conservaría hasta 2001. En esta etapa se incorpora en la empresa su sucesor Enric Borràs Palouzié. A principios de 2001, Borrás Plana S.A. compró la empresa de juegos educativos Educa Sallent por 1.100 millones de pesetas. En abril de ese año Borrás Plana y Educa Sallent (que había sido fundada en 1967) pasaron entonces a fusionar bajo el nombre de «Educa Borrás, S.A.», abandonando Borrás su sede de Mataró para instalarse en la sede de Educa, en San Quirico de Tarrasa. Las dos empresas fusionaron en una sola pero se convirtieron respectivamente en las marcas bajo las que Educa Borrás publicaría sus juegos educativos (Educa) y familiares (Borrás).
Tras la fusión de 2001 Educa Borrás se ha convertido en la principal empresa juguetera, de puzzles y de juegos familiares en España. En 2009 ha facturado 25,77 millones de euros.

## Juegos publicados
Los juegos y juguetes siguientes son sólo algunos ejemplos de los comercializados por Borrás:
- Magia Borrás: creado en 1933 Magia Borrás no ha dejado nunca de ser comercializado desde entonces. En 2008 Educa Borrás comercializó una edición conmemorativa para el 75 aniversario del juego.[7]
- Monopoly (1981), un juego clásico que Borrás introdujo en España en 1981 bajo licencia de Parker.
- Telesketch, una pizarra borrable introducida en España por Borrás en los años 80 pero originalmente inventada en Francia.
- Cluedo, un clásico de los juegos de mesa que Borrás introdujo en España en 1989.
- El nuevo y fácil de jugar Dungeons & Dragons, una de las versiones del famoso juego de rol Dungeons & Dragons, editada en Estados Unidos en 1991 y traducida y publicada en España por Borrás en 1992. En 1994 Borrás Plana publicó tres suplementos para este juego de rol:
  - El misterio de la Espada de Plata
  - La grieta del Trueno
  - La guarida del Goblin
- TENTE, juego de construcciones cuya licencia fue comprada por Borrás en 1998, cuando desapareció la empresa que lo fabricaba: EXIN. Borrás dejó de fabricarlo en 2007.
- Atmosfear, un juego de terror creado por Phillip Tanner y traducido e introducido en España por Borrás Plana en diciembre de 1992.[8]